# Arachnothryx macrocalyx
Arachnothryx macrocalyx är en måreväxtart som först beskrevs av Paul Carpenter Standley och Julian Alfred Steyermark, och fick sitt nu gällande namn av Attila L. Borhidi. Arachnothryx macrocalyx ingår i släktet Arachnothryx och familjen måreväxter. Inga underarter finns listade i Catalogue of Life.